# HMS Amphion (1911)
HMS Amphion byl lehký předzvědný křižník třídy Active britského královského námořnictva účastnící se bojů první světové války. Byl první britskou válečnou lodí potopenou v první světové válce.

## Stavba
Křižník postavila britská loděnice Pembroke Dockyard jako druhou jednotku tříčlenné třídy Active. Stavba byla zahájena 15. března 1911, na vodu byl křižník spuštěn 4. prosince 1911 a do služby byl přijat v březnu 1913.

## Konstrukce
Křižník chránilo lehké pancéřování, 25mm pancéřová paluba a 100mm pancéřování můstku. Výzbroj tvořilo deset 102mm/50 kanónů BL Mk.VIII, čtyři 47mm kanóny a dva 457mm torpédomety. Pohonný systém tvořilo dvanáct kotlů Yarrow a čtyři parní turbíny Parsons o výkonu 18 000 shp, pohánějící čtyři lodní šrouby. Nejvyšší rychlost dosahovala 25 uzlů. Dosah byl 2000 námořních mil.

## Služba

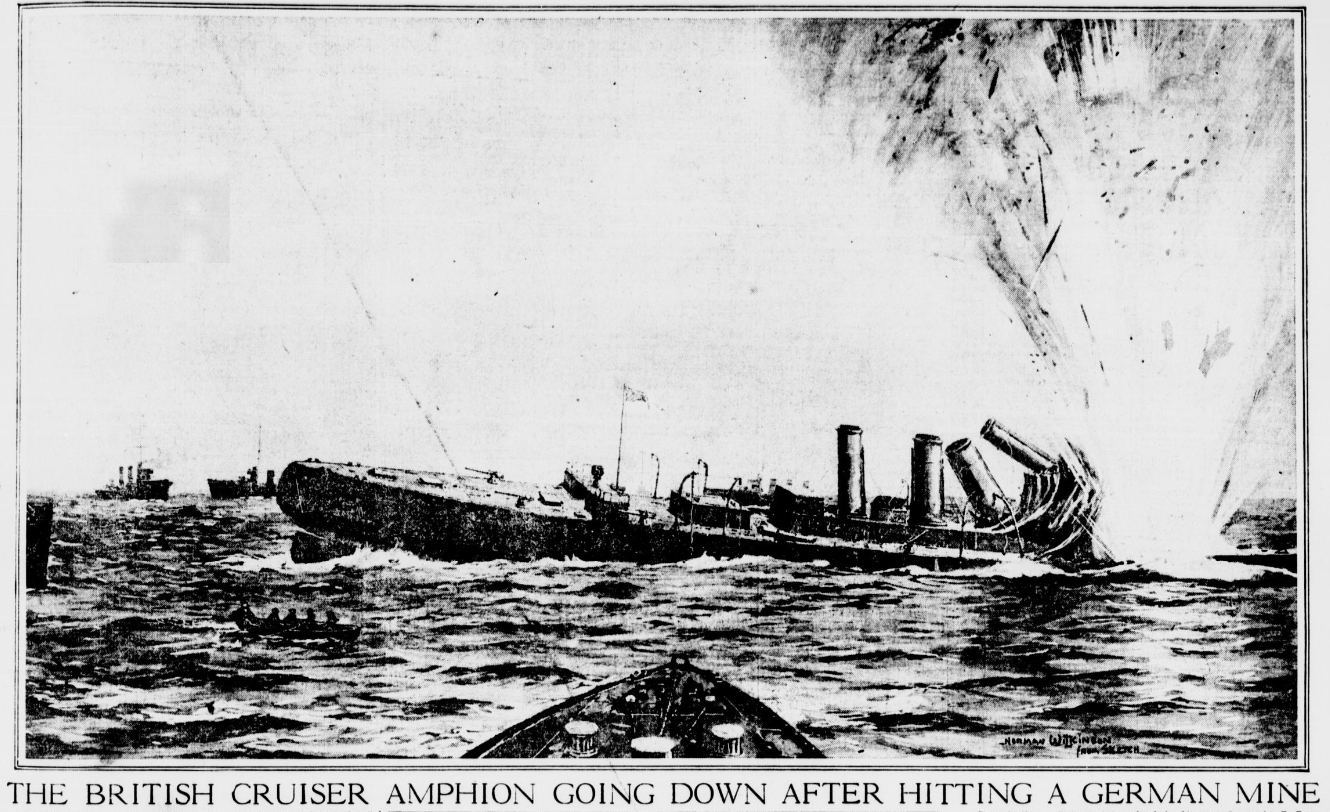
Potopení křižníku Amphion

Na počátku první světové války sloužil jako vlajková loď 3. flotily torpédoborců pod velením námořního kapitána Cecila H. Foxe v Harwichském námořním svazu.
Dne 5. srpna 1914 narazil na německou minonosku SMS Königin Luise, která předtím stihla naklást miny k ústí řeky Temže, a potopil ji. Druhého dne při návratu na základnu najel právě do minového pole Königin Luise, narazil do miny a během necelé minuty se potopil. Zemřelo 151 britských námořníků a shodou okolností také 18 zajatců z německé minonosky.